# 陳景著
陳景著（1379年—？），名从，以字行，福建闽县人，明朝政治人物，永樂乙未探花及第。

## 生平
永乐十二年（1414年）甲午科福建鄉試舉人。次年，聯捷一甲第三名進士（探花），授翰林院修撰。當時陳景著只有十八歲，尚未行冠礼。在任期間參與修撰《五经四书性理大全》，書成后改福州府教授。